# Bateri jezik
Bateri jezik (ISO 639-3: btv;  batera kohistani, baterawal, baterawal kohistani, bateri kohistani), indoeuropski jezik iz Pakistana u pakistanskom distriktu Kohistan, kojim govori oko 28 300 ljudi (2000), te oko 800 (200 obitelji) u Indiji blizu Srinagara, Jammu i Kashmir.
Podklasificiran je s još osam jezika kohistanskoj podskupini, šira dardska skupina.

## Vanjske poveznice
- Ethnologue (14th)
- Ethnologue (15th)